# Historia filozofii (nauka)
Historia filozofii, także: historiografia filozofii – nauka o dziejach filozofii; bada rozwój jej problemów, metod uprawiania, filozoficznych poglądów, nurtów, prądów, szkół, systemów i kierunków, a także życiorysy samych filozofów. Nie jest tożsama z historią idei.

Nauka historii filozofii zajmuje się teoriami dotyczącymi ogólnych praw bytu i myślenia, powstającymi w procesie rozwoju myśli filozoficznej. Przedmiotem historii filozofii jako nauki jest zatem historia filozoficznej myśli ludzkości.

## Aspekty
Historia filozofii może być zorientowana na następujące aspekty myśli filozoficznej:
1. osobę (biografię) filozofa;
2. dzieła filozoficzne;
3. metodę uprawiania filozofii;
4. stanowiska filozoficzne;
5. systemy filozoficzne;
6. nurt (prąd) lub szkołę filozoficzną;
7. problem filozoficzny stawiany przez filozofa.

## Epoki
W dziejach opisywanych przez historię filozofii można wyróżnić następujące epoki:
| Epoka                 | Nurty |
| --------------------- | --- |
| Starożytność          | presokratycy, klasyczna filozofia grecka, filozofia helleńska, filozofia późnego antyku                                   |
| Średniowiecze         | patrystyka, scholastyka                                                                                                   |
| Wczesna nowożytność   | humanizm, renesans, racjonalizm, empiryzm, oświecenie                                                                     |
| Filozofia współczesna | transcendentalizm, idealizm, pozytywizm, materializm, neokantyzm, filozofia życia, pragmatyzm, strukturalizm              |
| Filozofia najnowsza   | fenomenologia, neopozytywizm, filozofia analityczna, filozofia egzystencji, neomarksizm, poststrukturalizm, postmodernizm |

## Ogólne opracowania historii filozofii
- Ernst von Aster: Historia filozofii. Tłum. J. Szewczyk. Warszawa 1969;
- Frederick Copleston: Historia filozofii. Tomy 1-9;
- Bertrand Russell: Dzieje filozofii Zachodu i jej związki z rzeczywistością polityczno-społeczną od czasów najdawniejszych do dnia dzisiejszego. Tłum. T. Baszniak, A. Lipszyc, M. Szczubiałka, Warszawa 2000;
- Władysław Tatarkiewicz: Historia filozofii. Tomy 1-3. (różne wydania);